# Michael Plumb
John Michael Plumb (ur. 28 marca 1940 w Islip) – amerykański jeździec sportowy. Wielokrotny medalista olimpijski.
Specjalizował się we Wszechstronnym Konkursie Konia Wierzchowego. Brał udział w siedmiu igrzyskach na przestrzeni ponad trzydziestu lat (IO 60, IO 64, IO 68, IO 72, IO 76, IO 84, IO 92) – debiutował jako dwudziestolatek. Sięgnął po sześć medali, dwa złote i cztery srebrne. Pięć z nich wywalczył w drużynie, jeden – srebrny w 1976 – zdobył w konkursie indywidualnym.
Ukończył University of Delaware (1972). Jego żona Donnan także była olimpijką.